# Modern Lifestyle
Modern Lifestyle è il secondo album del duo tedesco The Twins pubblicato nel settembre del 1982 e prodotto dalla casa discografica Hansa International di Berlino. In Italia viene distribuito dalla Fonit Cetra. Le dieci canzoni vengono interamente prodotte ed arrangiate dai Twins, ovvero da Sven Dohrow e Ronny Schreinzer.

## Tracce
Lato 1
1. Modern Lifestyle - 3:37 - (musica: Sven Dohrow - testo: Ronny Schreinzer)
2. Face To Face - Heart To Heart - 3:47 - (musica: Schreinzer, Dohrow - testo: Dohrow)
3. Regret - 4:11 - (musica: Schreinzer - testo: Dohrow)
4. Knights Of Old - 4:07 - (musica: Schreinzer - testo: Dohrow)
5. Automatic Man - 4:59 - (musica: Dohrow - testo: Schreinzer)

Lato 2
1. New Days, New Ways - 3:52 - (musica: Dohrow - testo: Schreinzer)
2. Gilded Cage - 4:17 - (musica: Dohrow - testo: Schreinzer)
3. I'm Staying Alive - 4:08 - (musica: Dohrow - testo: Schreinzer)
4. Birds And Dogs - 4:30 - (musica: Dohrow, Schreinzer - testo: Schreinzer)
5. N 4 - 4:25 - (Dohrow)

## Formazione
- Ronny Schreinzer - voce, vocoder, sintetizzatori, drum machine
- Sven Dohrow - sintetizzatori, tastiere, sequencer
- Eddie U. - basso synth, cori
- Matti Kaebs - batteria